# Rostislav Vargashkine
Rostislav Evguenievich Vargashkine (russe : Ростислав Евгеньевич Варгашкин) né le 2 juin 1933 à Oulan-Bator (Mongolie) est un ancien coureur cycliste sur piste de l'Union soviétique dont la carrière accompagne la visibilité de plus en plus éclatante du cyclisme soviétique entre 1955 et 1960[non neutre].
Si l'homme et sa carrière cycliste ne sont pas vraiment connus, son nom (écrit souvent Vargashkin), lui, est bien connu des lecteurs des chroniques cyclistes, pour avoir longtemps figuré parmi  les coureurs[réf. souhaitée] auteurs d'un certain nombre de records cyclistes sur piste "amateurs". 

## Biographie

### Médaillé olympique: un kilomètre pour le bronze à Rome
Le premier record kilométrique de Vargashkine remonte à 1953 (1 min 10 s 40). Le 26 août 1960, lors des JO d'été en Italie, temple des records, il réalise un chrono de 1 min 08 s 86 et parvient à prendre la médaille de bronze..

### Une carrière émaillée de records
Le premier titre de champion d'URSS qu'il acquiert est celui de la Poursuite par équipes en 1952[réf. à confirmer]. C'est dans cette discipline de relais qu'il conquiert en 1961[réf. souhaitée] et 1962 ses derniers lauriers de champion d'Union soviétique.

Il cumule ensuite d'autres titres : champion d'URSS de vitesse en 1953, 1954, 1955, 1957 ; champion d'URSS du kilomètre en 1953, 1954, 1955 et (peut-être 1960) ; champion d'URSS de tandem en 1957 et 1959[réf. souhaitée].  

Le record du kilomètre (départ arrêté) est le rendez-vous des étoiles de la piste. Rostislav Vargashkine en devient titulaire le 26 juillet 1953. Il porte le record précédemment détenu par l'Italien Marino Morettini (1 min 10 s 6) à 1 min 10 s 4.

Le 21 juin 1954, sur la piste du vélodrome d'Irkoutsk, il grignote deux dixièmes de seconde et le conserve le record jusqu'en mars 1955. Il reprend le record le 6 juillet 1955, à Irkoutsk en parcourant le kilomètre en 1 min 09 s 5. Leandro Faggin remet en septembre 1956 la pendule à l'heure italienne.

Vargashkine inscrit son nom dans les tablettes de deux autres records en plein air. Celui du 200 mètres, départ lancé. Le 25 juillet 1955, il est chronométré en 11 s 2, sur la piste de Toula, un des lieux célèbres de la piste russe[réf. souhaitée].

Sur le kilomètre départ lancé, le 7 juillet 1955, c'est-à-dire le lendemain du record départ arrêté il met 1 min 06 s pour parcourir la distance... Encore record !

### Formateur des cyclistes de la piste soviétique
Comme de nombreux anciens champions Vargashkine s'est naturellement orienté vers les métiers de l'entraînement des sportifs de haut niveau. Comme beaucoup des sportifs soviétiques il accédait pour cela à une formation professionnelle. Il a publié des articles dans des revues, qui ont trait aux méthodes de l'entraînement et à la préparation des champions. Pour une large part les succès des sportifs de l'URSS tiennent au fait que l'entrainement était un métier qui recyclait les anciens champions en leur donnant des bases théoriques en sport et en éducation, loin de la pratique du cyclisme mercantile "occidental"[non neutre]. Rostislav Vargashkine a été entraineur-chef de l'Union soviétique de 1966 à 1978.

## Palmarès
- 1952
  -  Champion d'URSS de poursuite par équipes
- 1953
  -  Champion d'URSS de vitesse individuelle
  -  Champion d'URSS du kilomètre
- 1954
  -  Champion d'URSS de vitesse individuelle
  -  Champion d'URSS du kilomètre
- 1955
  -  Champion d'URSS de vitesse individuelle
  -  Champion d'URSS du kilomètre
- 1956
  - 9e du tandem des Jeux olympiques de Melbourne (avec Vladimir Leonov)
- 1957
  -  Champion d'URSS de vitesse individuelle
  -  Champion d'URSS du tandem
- 1959
  -  Champion d'URSS du tandem
- 1960
  -  3e du kilomètre des Jeux olympiques de Rome
- 1961
  -  Champion d'URSS de poursuite par équipes
- 1962
  -  Champion d'URSS de poursuite par équipes

## Distinctions
- 1960 : Maître émérite du sport de l'URSS (cyclisme)
- Formateur émérite de l'URSS
- Décoration : Ordre d'honneur de la Russie